# Capa (electrónica)
Una capa es la deposición de moléculas en un sustrato o base (vidrio, cerámica, semiconductor o plástico / bioplástico).
Los sustratos de alta temperatura, incluyen el acero inoxidable y la película de poliimida película (caros) y el PET (barato).
Una profundidad de menos de un micrómetro, generalmente se llama una película fina, mientras que una profundidad mayor que un micrómetro se llama recubrimiento .
Una telaraña es un sustrato flexible.